# Zémidjan

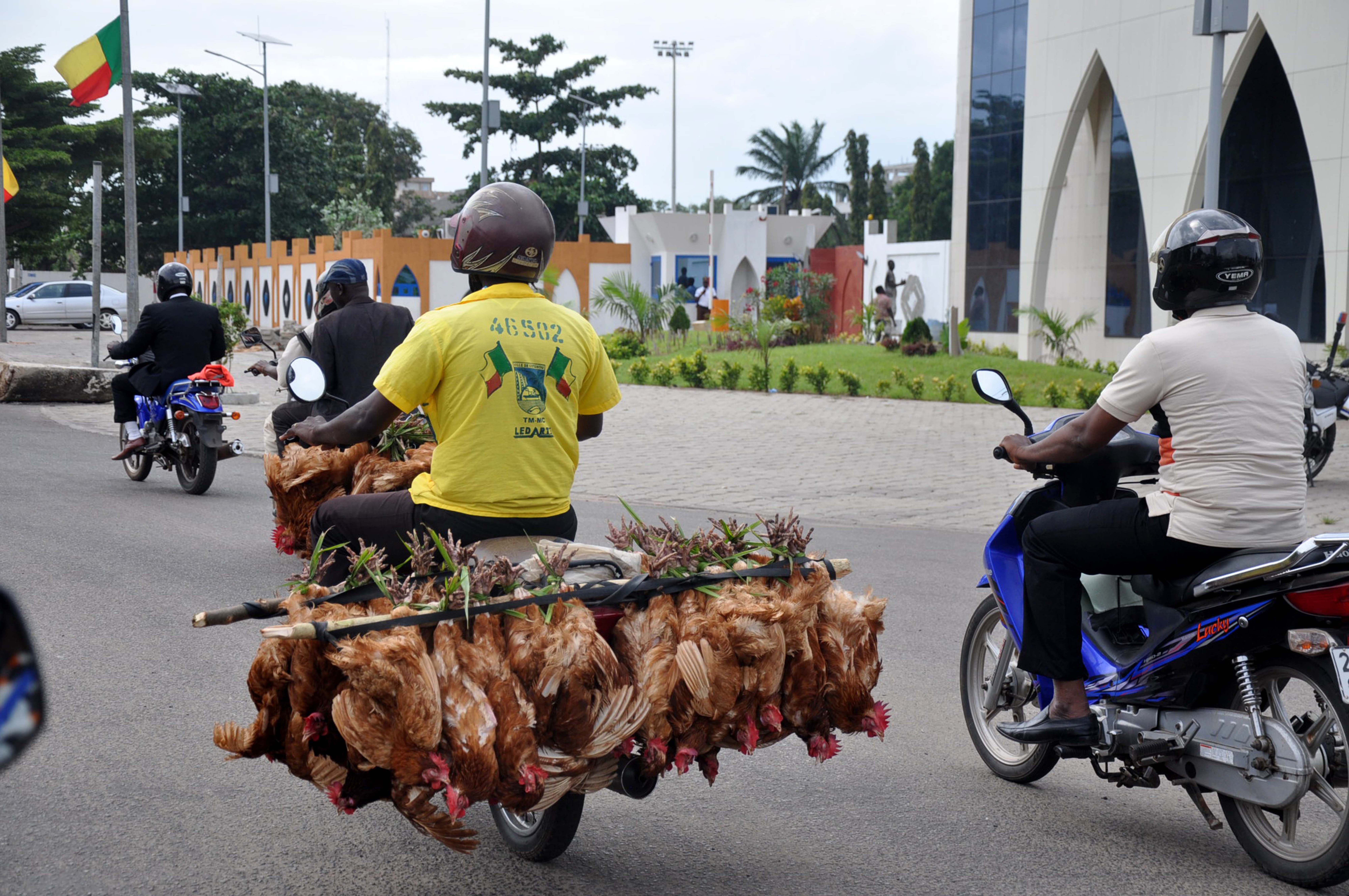
Un zemidjan transportant des poulets.

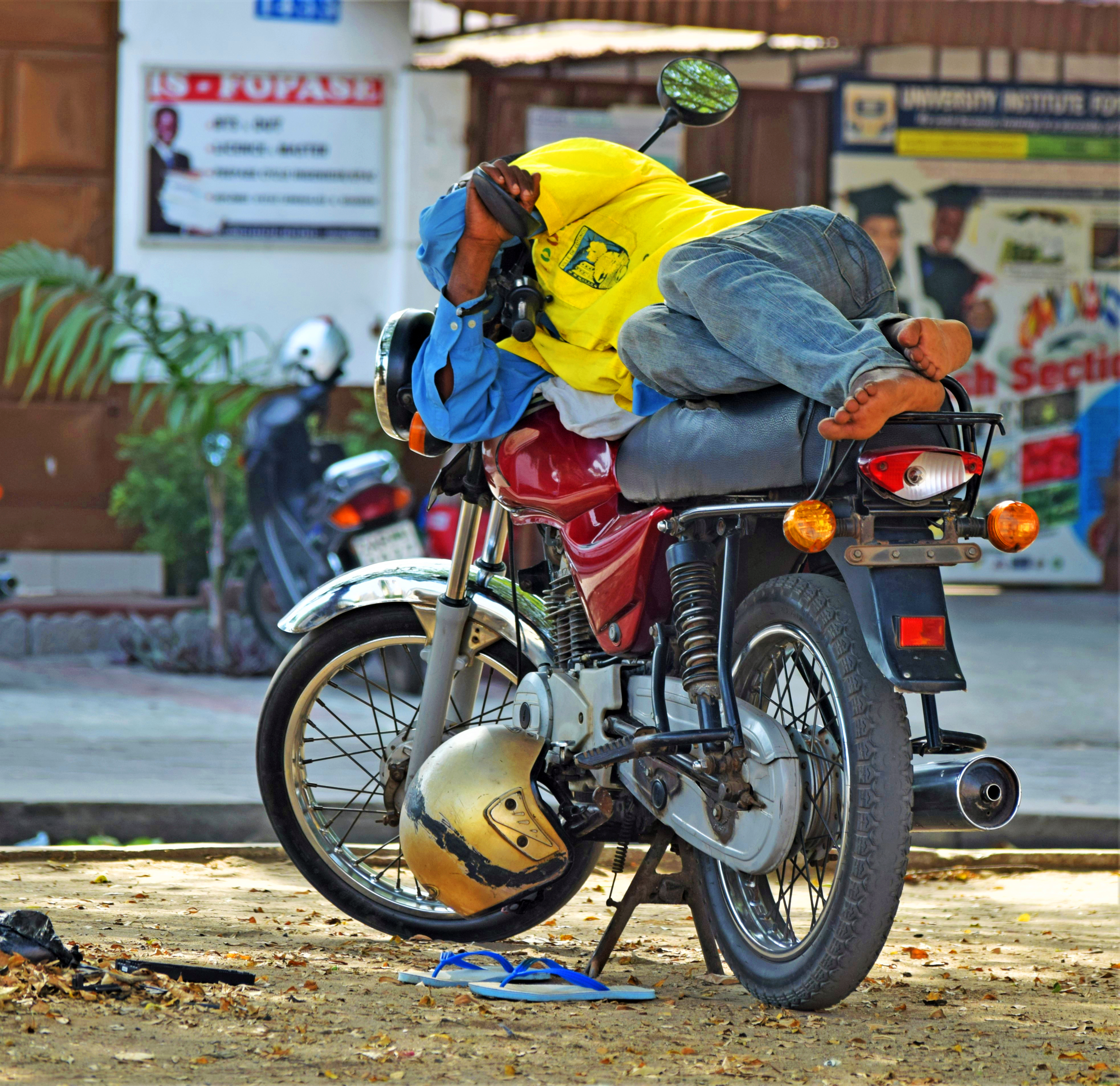
Zémidjan au repos dans la ville de Cotonou.

Le zémidjan, qui signifie en langue locale fon « emmène-moi vite » est une moto-taxi que l'on trouve au Bénin avant les années 1990. Il est répandu dans toute l'Afrique de l'Ouest et en Asie.

## Histoire

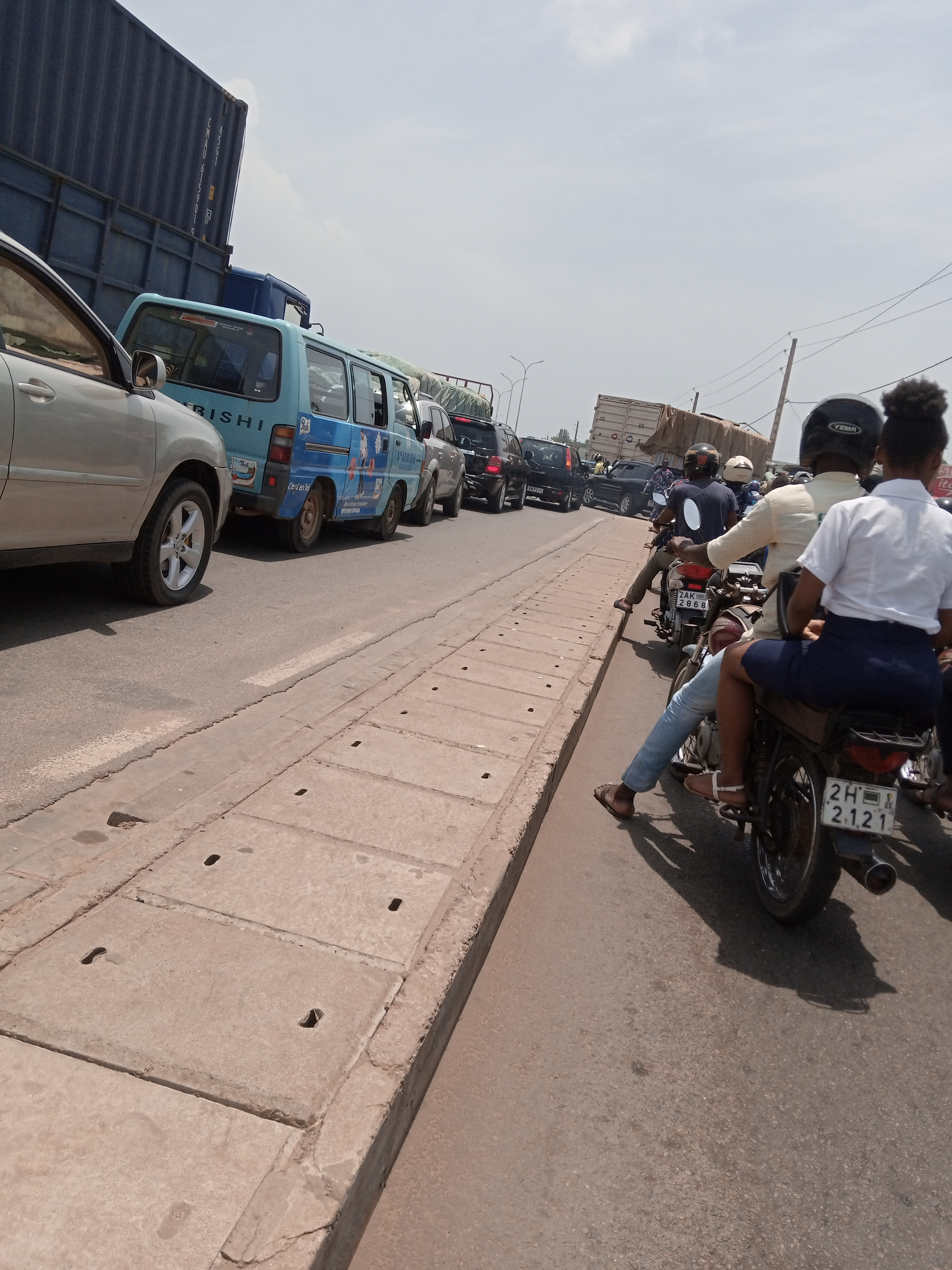
À droite, un Zem transportant une jeune femme à Calavi

### Origines
Le taxi-moto est une mutation évolutive du taxi-vélo, forme artisanale de transport apparue au milieu du XXe siècle dans plusieurs régions d'Afrique, notamment au Kenya, au Sénégal appelé Djakarta 
et au Nigeria.
L’apparition du zémidjan au Bénin remonte aux années 1970 sous l'initiative d'un homme, du nom de Jules Ahotin, qui décide d'utiliser sa moto pour transporter les vendeuses d'akassa, dans la région de Porto-Novo, la capitale administrative du Bénin. Le zémidjan s'est répandu progressivement à d’autres pays en Afrique. Au Bénin le phénomène connaît une rapide amplification en raison de la paupérisation massive de la population à la suite de la crise économique, et la faillite des sociétés publiques de transport .

### Concept
La formule d’approche-client c’est « Eya a? »  qui signifie « On y va ?» ou « souhaiteriez-vous que je vous y emmène ? en fon, une langue locale du Bénin.
Au Togo la formule d’approche c’est « Oléyi a? ». En Afrique de l’Est, les zémidjans sont appelés « boda-boda ».

## Caractéristiques
Ils sont généralement vêtus d’une chemise uniforme bleue ou jaune en général dont la couleur peut varier d’une ville à une autre.  À Cotonou par exemple, le jaune est la couleur des uniformes. Lesdites chemises sont fournies par la mairie à ceux ayant payé leurs taxes pour différencier les conducteurs « officiels » des conducteurs de motos particulières.
Au dossard de leur chemise est inscrit un numéro d’enregistrement de la mairie. Ce numéro pour lequel il faut obligatoirement payer un montant dénommé « Droit-taxi ». De même, on peut lire un message ou un proverbe en dialecte local inscrit à l’encre verte sur la chemise qui peut être une source de motivation, de sagesse, de positivité, d’espoir, de foi, de chance et du courage.
Il y a quelques années, les marques de motos qui faisaient office de taxi-moto étaient les Yamaha Mate V60 ou V80 pour céder progressivement place à la marque Suzuki importée du Nigeria dénommée « Effrakata » du fait de sa rapidité. Au Burkina Faso c’est les marques Yamaha Crypton qui sont utilisées.

## Zémidjans en mode Uber
Inspirée de l'expérience Uber, application dénommée ZemExpress devéloppée par de jeunes entrepreneurs béninois met en relation des clients et les motos-taxis des grandes villes du pays pour livrer des colis à domicile ou transporter des personnes,
De même, une application pour smartphone dénommée GoZem est développée et lancée au Togo en 2018 pour rendre plus transparent le calcul de la course et offrir un service plus sûr au client. Cette application met en relation les utilisateurs avec des professionnels du transport urbain.

## Engagements syndicaux
Dans le cadre d’une structuration en vue de la défense des intérêts des conducteurs de taxi-moto dont entre autres la baisse des prix du permis de conduire et de la vignette, le premier syndicat de zémidjans, l'Union des conducteurs de taxi-moto de Cotonou, est créé en 1993 . Des années plus tard, d’autres syndicats de base et des fédérations affiliées sont constitués. Il s’agit de :
- Organisation des Conducteurs de Taxis-Motos Zémidjan d’Allada (O.CO.TA.ZA)
- Syndicat des Conducteurs de Taxis-Motos « Zémidjan » de la commune d’Abomey (SCZA-SYNCOZA)
- Syndicat des Zémidjans Autonomes du Bénin (SYNZAB)
- Union Nationale des Zémidjans du Bénin (UNAZEBE),
- Syndicat national des Zémidjans du Bénin (SYNAZEB)
- Syndicat National des Conducteurs Zémidjans d’Abomey (SYNACOZ)
- Union pour la Défense des Conducteurs de Taxis-Motos Zémidjan du Bénin (UD-COZEB)
- Syndicat National pour la Promotion des Conducteurs de Taxi-moto dit ZEMIDJAN du Bénin (SYNAPROZEB)
- Front Uni des Zemidjans de Cotonou (FUZECO)

## Chiffres et statistiques
Le Bénin compte plus de 250 000 Zémidjans. De 2010 à 2013, l'effectif des zémidjans est passé de 80.000 à 160.000 pour la ville de Cotonou.

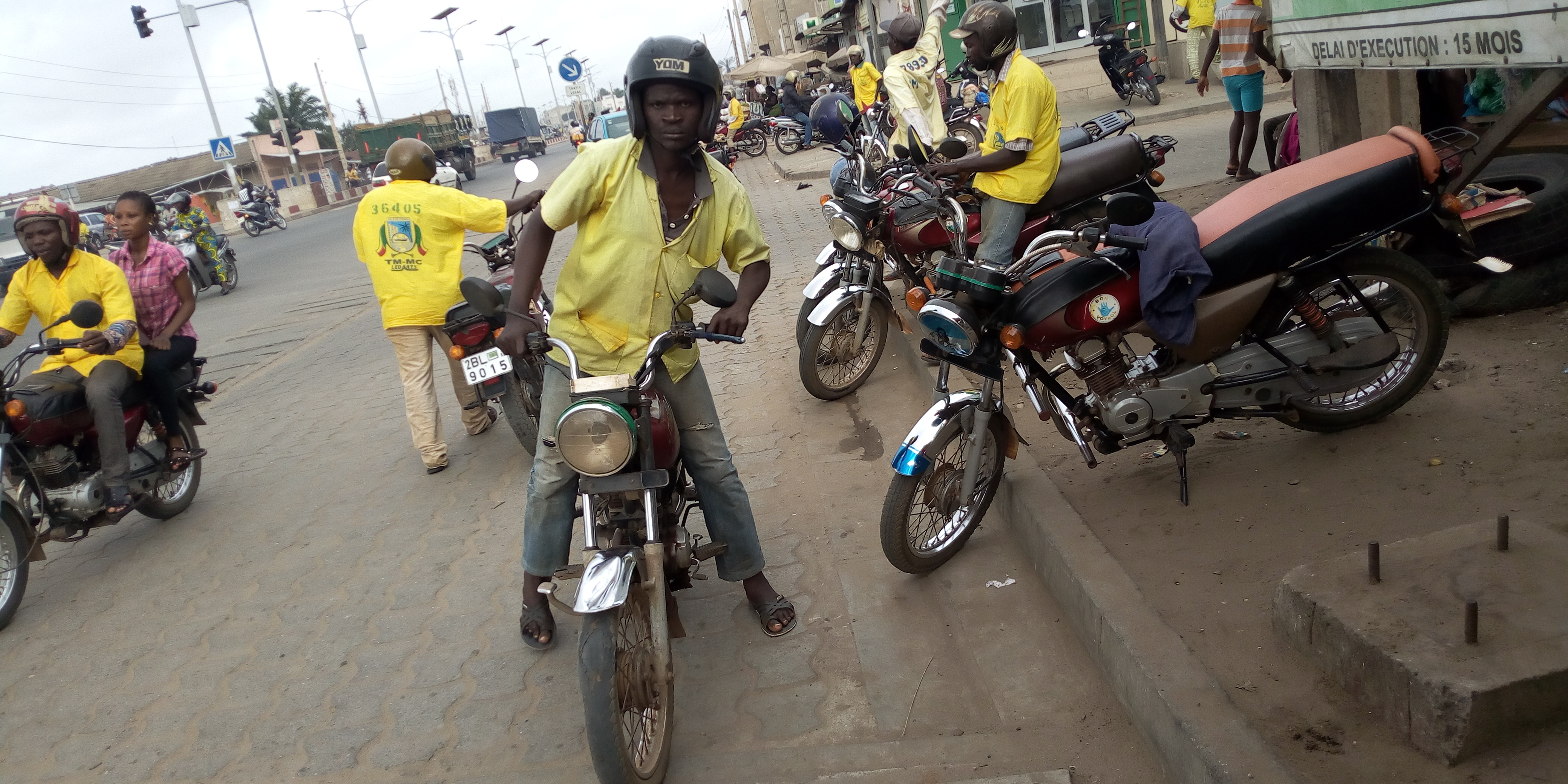
Stationnement des zémidjans.